# Самсон Олена Іларіонівна
Самсон Олена Іларіонівна (18.04.1921-04.03.1997) – українська радянська лікарка, докторка медичних наук.

## Біографія

### Ранні роки та навчання
О. Самсон народилася 18 квітня 1921 року у місті Кременчуці Полтавської області.
Після закінчення з відзнакою середньої школи, у 1940 році вступила до Башкирського медичного інституту.
У 1944 році переїхала до Харкова, де у 1946 році закінчила навчання та отримала лікарський диплом з відзнакою.

### Професійна діяльність
Після навчання залишилася в інституті на науковій роботі.
У 1950 році О. Самсон отримала ступінь кандидата медичних наук.
В тому ж році переїхала до Чернівців.
Протягом 1950-1954 років  працювала асистентом,  у 1954-1960 роках – доцентом кафедри госпітальної терапії Чернівецького медичного інституту.
У 1959 році отримала ступінь доктора медичних наук та відтоді присвятила свою медичну та наукову діяльність гастроентерології.
У 1960 році О.  Самсон була обрана професором кафедри госпітальної терапії Чернівецького медичного інституту.
З 1961 по 1963 роки вона працювала деканом лікувального факультету Чернівецького медичного інституту.
У 1965 -1967 роках перебувала на посаді завідувача кафедри пропедевтики внутрішніх хвороб, а упродовж 1968-1991 років була завідувачем кафедри факультетської терапії.
О. Самсон – автор 274 наукових праць (21 з яких – надрукована за кордоном),  Вона підготувала 8 навчальних посібників, автор 48 винаходів і раціоналізаторських пропозицій.
Більше 20 років очолювала товариство терапевтів області; 15 років працювала в редакційній раді журналу «Лікарська справа».
Серед її учнів п'ять докторів наук: О.І. Волошин, В.М. Чорнобривий, Г.С. Стеценко, М.Ю. Коломоєць, Т.М. Христич та 22 кандидати медичних наук.
Професор О. Самсон наполегливо працювала над дослідженням геронтологічні аспекти гастроентерології.
02 березня 1997 року прочитала студентам останню лекцію.
Померла 4 березня 1997 року.

## Відзнаки та нагороди
За час трудової діяльності О. Самсон була нагороджена двома орденами «Знак Пошани»; є Почесним громадянином міста Чернівці.
У 1989 році отримала почесне звання «Заслужений діяч науки і техніки УРСР». 